# 大南 (選區)
大南（英語：Tai Nan，代號：E12）是香港油尖旺區議會下轄的選區，1994年設立，2023年取消，最後一任區議員為社區前進成員李國權。
此選區民主派與建制派得票往往相差甚少，所以選情爭持相當激烈。同時民主派經常在此區內訌，導致區議員席位曾長期落在建制派手上。直至2019年區議會選舉，社區前進的代表李國權勝出，才令民主派首次奪得此區議席。

## 範圍
選區位處旺角、大角咀、深水埗三地交界，現時由彌敦道、太子道西、通州街、界限街所包圍，加上必發道一帶工業區，涵蓋單棟式私人住宅樓宇夾雜唐樓，屋苑型住宅只有頌賢花園及萬盛閣，佔當區人口不足一成，以區內的大南街命名。大南與共用彌敦道的旺角東選區以界限街為北界，同為油尖旺區最北的選區，其他相連選區包括旺角北、大角咀南、大角咀北與及深水埗區南昌西、南昌南選區，投票站設於鮮魚行學校。

## 沿革
1993年港督彭定康推行政改方案改革區議會，取消所有委任議席及雙議席選區制度，全面實行單議席單票制，並改由選區分界及選舉事務委員會制定，區議會選區數目亦隨人口變動而大幅增加，大南選區由原有雙議席旺角北及單議席詩歌舞選區分拆而成，當時選區由彌敦道、太子道西、荔枝角道、塘尾道、太子道西、詩歌舞街、通州街、界限街所包圍。
1994年區議會選舉，原旺角北區議員黃志明轉到本區出選，對手是姚勇戰，最終黃以861票擊敗姚的641票。
1999年區議會選舉，時為市政局兼旺角北區議員民主黨吳永輝轉到本區挑戰黃志明，最終黃以1,067票擊敗吳的867票。
2003年區議會選舉，由於未有其他對手，黃志明自動當選，其後黃在區內組織大南社區服務團。
2007年區議會選舉基於詩歌舞選區改劃成大角咀北選區，本區吸收詩歌舞街以南、洋松街以北範圍。同時黃志明退休，由同為大南社區服務團成員莊永燦出選，對上民協派出的麥偉明，結果莊以1,103票多於麥的846票勝出。其後莊永燦獲梁美芬邀請，加入西九新動力，但由於梁未有納入莊於其2008年九龍西立法會參選名單內，莊永燦自行參選，結果莊低票落選，而梁則當選立法會議員。
2011年區議會選舉，因應人口過多而劃出塘尾道、荔枝角道、太子道西範圍到旺角北選區。議席有建制派西九新動力成員莊永燦、由大角咀北轉區參選的獨立民主派陳文佑競逐，同時民主派社民連成員吳文遠及建制派勞聯譚金蓮參選。最終四人混戰下莊氏以不足四成得票勝出，民主派陳文佑在吳文遠分票下各以百餘票不敵莊永燦，是民主派未能協調成功而導致未能擊敗建制派，2012年經民聯成立，莊永燦亦有加入。
2015年區議會選舉，再劃出塘尾道、通州街、太子道西街區到旺角北選區，改動後人口估算約20,432人，其中有7,421位選民。議席由經民聯成員莊永燦、民主黨成員馮文韜及青年新政成員趙旭光爭奪，最終莊永燦以1,424票勝出。而馮文韜與趙旭光的票數加上整好能擊敗建制派莊永燦，是非建制派第二次未能協調而導致未能擊敗建制派。2018年11月22日莊永燦病逝，觸發2019年3月24日舉行補選，由經民聯成員兼莊永燦議員助理李思敏以1,343票勝過臨急參選的社區前進李國權，繼承莊永燦的議席。
2019年區議會選舉，因應人口過多而劃出必發道、楓樹街、洋松街、松樹街街區到大角咀北選區。社區前進李國權繼3月補選後再度出戰，面對無黨派的蔡其隆以及再次對碰的經民聯李思敏。受到反修例運動刺激投票，李國權得票大升，擊敗李思敏和蔡其隆，為泛民主派首次在此區贏得議席。2021年7月9日，因應政府計劃追討協助民主派初選區議員的酬金津貼傳聞所帶動的區議員辭職潮中，李國權宣佈辭職。。

## 歷屆議員
| 屆別                          | 議員   | 政治聯繫 | 政治聯繫      |
| ----------------------------- | ------ | -------- | ------------- |
| 1994年－1999年                | 黃志明 |          | 九 九社聯     |
| 2000年－2003年                | 黃志明 |          | 九 九社聯     |
| 2004年－2007年                | 黃志明 |          | 九 九社聯     |
| 2008年－2011年                | 莊永燦 |          | 西 西九新動力 |
| 2012年－2015年                | 莊永燦 |          | 經民聯        |
| 2016年－2018年11月22日        | 莊永燦 |          | 經民聯        |
| 2019年3月25日－2019年12月31日 | 李思敏 |          | 經民聯        |
| 2020年－2021年7月8日          | 李國權 |          | 社區前進      |
| 2021年7月9日－2023年          | 懸空   | 懸空     | 懸空          |

## 歷屆選舉結果
| 政党   | 政党     | 候选人    | 票数  | %     | ±      |
| ------ | -------- | --------- | ----- | ----- | ------ |
|        | 社區前進 | 1. 李國權 | 2,943 | 58.32 | +12.54 |
|        | 無黨派   | 2. 蔡其隆 | 57    | 1.13  | 不適用 |
|        | 經民聯   | 3. 李思敏 | 2,046 | 40.55 | -13.67 |
| 多数票 | 多数票   | 多数票    | 897   | 17.78 | +9.34  |

| 政党   | 政党     | 候选人    | 票数  | %     | ±      |
| ------ | -------- | --------- | ----- | ----- | ------ |
|        | 社區前進 | 1. 李國權 | 1,134 | 45.78 | 不適用 |
|        | 經民聯   | 2. 李思敏 | 1,343 | 54.22 | +6.63  |
| 多数票 | 多数票   | 多数票    | 209   | 8.44  | 不適用 |

| 政党   | 政党              | 候选人 | 票数  | %     | ±      |
| ------ | ----------------- | ------ | ----- | ----- | ------ |
|        | 西九新動力/經民聯 | 莊永燦 | 1,424 | 47.59 | +10.20 |
|        | 民主黨            | 馮文韜 | 962   | 32.15 | 不適用 |
|        | 青年新政          | 趙旭光 | 606   | 20.25 | 不適用 |
| 多数票 | 多数票            | 多数票 | 462   | 15.44 | 不適用 |

| 政党   | 政党         | 候选人 | 票数  | %     | ±      |
| ------ | ------------ | ------ | ----- | ----- | ------ |
|        | 西九新動力   | 莊永燦 | 1,076 | 37.39 | -19.20 |
|        | 泛民區選聯盟 | 陳文佑 | 905   | 31.45 | 不適用 |
|        | 勞聯         | 譚金蓮 | 484   | 16.82 | 不適用 |
|        | 社民連       | 吳文遠 | 413   | 14.35 | 不適用 |
| 多数票 | 多数票       | 多数票 | 171   | 5.94  | 不適用 |

| 政党   | 政党       | 候选人 | 票数  | %     | ±      |
| ------ | ---------- | ------ | ----- | ----- | ------ |
|        | 西九新動力 | 莊永燦 | 1,103 | 56.59 | 不適用 |
|        | 民協       | 麥偉明 | 846   | 43.41 | 不適用 |
| 多数票 | 多数票     | 多数票 | 257   | 13.18 | 不適用 |

| 政党 | 政党         | 候选人 | 票数     | %      | ±      |
| ---- | ------------ | ------ | -------- | ------ | ------ |
|      | 九龍社團聯會 | 黃志明 | 自動當選 | 不適用 | 不適用 |

| 政党   | 政党         | 候选人 | 票数  | %     | ±      |
| ------ | ------------ | ------ | ----- | ----- | ------ |
|        | 九龍社團聯會 | 黃志明 | 1,067 | 55.17 | -2.15  |
|        | 民主黨       | 吳永輝 | 867   | 44.83 | 不適用 |
| 多数票 | 多数票       | 多数票 | 200   | 10.34 | 不適用 |

| 政党   | 政党         | 候选人 | 票数 | %     | ±      |
| ------ | ------------ | ------ | ---- | ----- | ------ |
|        | 九龍社團聯會 | 黃志明 | 861  | 57.32 | 不適用 |
|        | 无党籍       | 姚勇戰 | 641  | 42.68 | 不適用 |
| 多数票 | 多数票       | 多数票 | 220  | 14.64 | 不適用 |